# Eva z Rožmberka
Eva z Rožmberka (12. dubna 1537, Český Krumlov – srpen 1591, Mantova) byla česká šlechtična z poslední generace rodu Rožmberků.

## Život
Narodila se jako předposlední dítě Jošta III. z Rožmberka a Anny z Rogendorfu. Právě díky jejímu doporučení se stal Jakub Krčín z Jelčan správcem rožmberského dominia.
Dne 19. září 1564 se vdala za Mikuláše Zrinského ze Serynu, významného chorvatského šlechtice a největšího turkobijce své doby. Jí bylo 26 let, jemu asi o třicet více. Navíc to byl ovdovělý otec třinácti dětí. Svatba se konala na zámku v Jindřichově Hradci. Tuto událost připomíná pamětní deska u vchodu do zámecké kaple na třetím nádvoří. V Českém Krumlově nebylo možné svatbu zorganizovat, protože Vilém z Rožmberka držel smutek za svou nečekaně zesnulou druhou manželku. Svého chotě následovala Eva do chorvatského Čakovce. Byla vychována v katolické víře, ale krátce po svém prvním sňatku s Mikulášem Zrinským ze Serynu přestoupila na luteránskou víru.[zdroj?] Mikuláš Zrinský byl velitelem pevnosti Szigetvár a při jejím pádu 7. září 1566 byl Turky zabit a posmrtně sťat.
Mladá vdova se vrátila i se dvěma dětmi (dcera neznámého jména, narozena 1566, syn Jan, narozen 1565) na otcovské statky. Azyl získala u svého mladšího bratra Petra Voka v Bechyni, kde setrvala až do svého dalšího sňatku v roce 1578, kdy si 16. září v Českém Krumlově vzala za manžela italského hraběte, dvořana mantovského vévody, Pavla Ippolitiho z Gazolda.
Podle historiků Václava Bůžka a Františka Schwarze je nepodloženou domněnkou, že druhý Evin sňatek vyvolal v rožmberském rodě nevůli. Když Vilém z Rožmberka sháněl o nápadníku své sestry informace, dostalo se mu od mantovské vévodkyně Eleonory (z rodu Habsburků) ujištění, že Pavel Ippoliti z Gazolda má na mantovském dvoře postavení nejvyššího hofmistra, je zámožný, zbožný katolík a z vážené rodiny – jeho rod, ač toliko hraběcí, je v říšské hierarchii podřízen přímo císaři. Pouze rožmberský kronikář Václav Březan svatbu s Italem neschvaloval, protože jeho ideálem byla šlechta pevně spjatá se svou zemí. Dle Bůžkovy a Schwarzovy teze se o italský sňatek Evy z Rožmberka zasazovali Habsburkové, neboť měla-li šlechta příbuzenské vazby za hranicemi své úzce chápané vlasti, oslabovala se tím její tendence prosazovat své lokální zájmy na úkor říšského celku a habsburské dynastie, která mu vládla. Taktéž byl Habsburkům vhod návrat Evy z Rožmberka ke katolickému vyznání. I po svatbě Eva z Rožmberka své příbuzné v Čechách navštěvovala, naposledy na rozhraní let 1588 a 1589. Když v roce 1591 zemřela, byla pochována v rodové kapli svého druhého manžela v kostele františkánského kláštera Blahoslavené Panny Marie Milostivé v Curtatone.
Syn Jan zůstal po matčině odchodu do Itálie v péči strýců Petra Voka a Viléma, kteří sami děti neměli. Po smrti Petra Voka zdědil rozhodující část rožmberského majetku.